# L'apoteosi d'Homer
L'Apoteosi d'Homer és un quadre pintat per Jean-Auguste Dominique Ingres el 1827 i que actualment es conserva al Museu del Louvre, a París.
L'obra és una síntesi de retrats de les personalitats més influents de la història, sempre segons Ingres.

## Descripció
L'obra mostra Homer assegut en un tron sobre un fons clàssic simètric i envoltat de personalitats de la història, sobretot clàssics de la literatura i la pintura francesa i italiana (Dante, Poussin, Molière, Miquel Àngel…) Se sap que Ingres va demanar fins i tot l'assessorament d'arqueòlegs per intentar ser el més fidel possible amb la seva obra.